# شهرزاد (دهانه)
شهرزاد نام دهانه‌ای در انسلادوس قمر سیاره زحل است که به نام شهرزاد قصه گو در داستان‌های ایرانی هزار و یک شب نام گذاری شده است.